# سیل ۱۳۸۷ ماکو آذربایجان غربی
سیل ۱۳۸۷ ماکو آذربایجان غربی در ساعت ۱۹ بعد از ظهر ۱۷ مرداد بر اثر باد و بارندگی شدید در شهر ماکو از توابع استان آذربایجان غربی جاری شد. بر اثر جریان سیل در شهر ماکو چهار نفر شامل دو کودک و یک زن و یک مرد جان خود را از دست دادند و ۸۰ نفر مجروح شده‌اند، غالب مجروحین سرپایی معالجه و از بیمارستان مرخص شدند. فرماندار ماکو میزان خسارات مادی ناشی از سیل هفته گذشته در این شهرستان را بالای ۸ میلیارد و ۲۰۰ میلیون تومان اعلام کرد.